# Sanctuaire Marie-Reine-de-la-Paix de Mugera
Pour les articles homonymes, voir sanctuaire Marie-Reine-de-la-Paix.
Le sanctuaire Marie-Reine-de-la-Paix est une église située à Mugera (sv), dans la commune de Bugendana (en) au Burundi, que l’Église catholique rattache à l’archidiocèse de Gitega. La Conférence des évêques catholiques du Burundi lui reconnaît le statut de sanctuaire national,,.
Un pèlerinage annuel s’y déroule le 15 août pour célébrer l’Assomption.
C’est le lieu de la deuxième mission (ayant perduré) sur le territoire du Burundi, installée en 1899. C’est en ce lieu que les évêques du Burundi, en présence du prince Louis Rwagasore, assassiné peu après, ont placé un Burundi en quête d’indépendance sous le patronage de Marie, le 15 août 1961,.